# Bear, Delaware
Bear är en ort (CDP) i New Castle County, i delstaten Delaware, USA. Enligt United States Census Bureau har orten en folkmängd på 19 371 invånare (2010) och en landarea på 14,8 km².